# 13.ª etapa del Tour de Francia 2019
La 13.ª etapa del Tour de Francia 2019 tuvo lugar el 19 de julio de 2019 con una contrarreloj individual en Pau sobre un recorrido de 27 km y fue ganada por el francés Julian Alaphilippe del Deceuninck-Quick Step, manteniendo así el maillot jaune un día más.

## Clasificación de la etapa
| \| Clasificación de la etapa \| Clasificación de la etapa \| Clasificación de la etapa \| Clasificación de la etapa \| Clasificación de la etapa \| \| Ciclista \| Ciclista \| Equipo \| Tiempo \| \| \| ------------------------- \| ------------------------- \| ------------------------- \| ------------------------- \| ------------------------- \| \| 1.º \| Julian Alaphilippe \| Deceuninck-Quick Step \| 35 min 00 s \| \| \| 2.º \| Geraint Thomas \| Team Ineos \| + 14 s \| \| \| 3.º \| Thomas de Gendt \| Lotto-Soudal \| + 36 s \| \| \| 4.º \| Rigoberto Urán \| EF Education First \| + 36 s \| \| \| 5.º \| Richie Porte \| Trek-Segafredo \| + 45 s \| \| \| 6.º \| Steven Kruijswijk \| Team Jumbo-Visma \| + 45 s \| \| \| 7.º \| Thibaut Pinot \| Groupama-FDJ \| + 49 s \| \| \| 8.º \| Kasper Asgreen \| Deceuninck-Quick Step \| + 52 s \| \| \| 9.º \| Enric Mas \| Deceuninck-Quick Step \| + 58 s \| \| \| 10.º \| Joey Rosskopf \| CCC Team \| + 1 min 01 s \| \| |                    |                       |              |
| |                    |                       |              |
| Fuente: ProCyclingStats |                    |                       |              |
| Clasificación de la etapa |                    |                       |              |
| Ciclista | Ciclista           | Equipo                | Tiempo       |
| 1.º | Julian Alaphilippe | Deceuninck-Quick Step | 35 min 00 s  |
| 2.º | Geraint Thomas     | Team Ineos            | + 14 s       |
| 3.º | Thomas de Gendt    | Lotto-Soudal          | + 36 s       |
| 4.º | Rigoberto Urán     | EF Education First    | + 36 s       |
| 5.º | Richie Porte       | Trek-Segafredo        | + 45 s       |
| 6.º | Steven Kruijswijk  | Team Jumbo-Visma      | + 45 s       |
| 7.º | Thibaut Pinot      | Groupama-FDJ          | + 49 s       |
| 8.º | Kasper Asgreen     | Deceuninck-Quick Step | + 52 s       |
| 9.º | Enric Mas          | Deceuninck-Quick Step | + 58 s       |
| 10.º | Joey Rosskopf      | CCC Team              | + 1 min 01 s |

## Clasificaciones al final de la etapa

### Clasificación general(Maillot Jaune)
| \| Clasificación general \| Clasificación general \| Clasificación general \| Clasificación general \| Clasificación general \| \| Ciclista \| Ciclista \| Equipo \| Tiempo \| \| \| --------------------- \| --------------------- \| --------------------- \| --------------------- \| --------------------- \| \| 1.º \| Julian Alaphilippe \| Deceuninck-Quick Step \| 53 h 01 min 09 s \| \| \| 2.º \| Geraint Thomas \| Team Ineos \| + 1 min 26 s \| \| \| 3.º \| Steven Kruijswijk \| Team Jumbo-Visma \| + 2 min 12 s \| \| \| 4.º \| Enric Mas \| Deceuninck-Quick Step \| + 2 min 44 s \| \| \| 5.º \| Egan Bernal \| Team Ineos \| + 2 min 52 s \| \| \| 6.º \| Emanuel Buchmann \| Bora-Hansgrohe \| + 3 min 04 s \| \| \| 7.º \| Thibaut Pinot \| Groupama-FDJ \| + 3 min 22 s \| \| \| 8.º \| Rigoberto Urán \| EF Education First \| + 3 min 54 s \| \| \| 9.º \| Nairo Quintana \| Movistar Team \| + 3 min 55 s \| \| \| 10.º \| Adam Yates \| Mitchelton-Scott \| + 3 min 55 s \| \| |                    |                       |                  |
| |                    |                       |                  |
| Fuente: ProCyclingStats |                    |                       |                  |
| Clasificación general |                    |                       |                  |
| Ciclista | Ciclista           | Equipo                | Tiempo           |
| 1.º | Julian Alaphilippe | Deceuninck-Quick Step | 53 h 01 min 09 s |
| 2.º | Geraint Thomas     | Team Ineos            | + 1 min 26 s     |
| 3.º | Steven Kruijswijk  | Team Jumbo-Visma      | + 2 min 12 s     |
| 4.º | Enric Mas          | Deceuninck-Quick Step | + 2 min 44 s     |
| 5.º | Egan Bernal        | Team Ineos            | + 2 min 52 s     |
| 6.º | Emanuel Buchmann   | Bora-Hansgrohe        | + 3 min 04 s     |
| 7.º | Thibaut Pinot      | Groupama-FDJ          | + 3 min 22 s     |
| 8.º | Rigoberto Urán     | EF Education First    | + 3 min 54 s     |
| 9.º | Nairo Quintana     | Movistar Team         | + 3 min 55 s     |
| 10.º | Adam Yates         | Mitchelton-Scott      | + 3 min 55 s     |

### Clasificación por puntos(Maillot Vert)
| Clasificación por puntos | Clasificación por puntos | Clasificación por puntos | Clasificación por puntos | Clasificación por puntos |
| Ciclista                 | Ciclista                 | Equipo                   | Puntos                   |                          |
| ------------------------ | ------------------------ | ------------------------ | ------------------------ | ------------------------ |
| 1.º                      | Peter Sagan              | Bora-Hansgrohe           | 277 pts                  |                          |
| 2.º                      | Sonny Colbrelli          | Bahrain-Merida           | 191 pts                  |                          |
| 3.º                      | Elia Viviani             | Deceuninck-Quick Step    | 184 pts                  |                          |
| 4.º                      | Michael Matthews         | Team Sunweb              | 167 pts                  |                          |
| 5.º                      | Caleb Ewan               | Lotto-Soudal             | 148 pts                  |                          |
| 6.º                      | Jasper Stuyven           | Trek-Segafredo           | 132 pts                  |                          |
| 7.º                      | Matteo Trentin           | Mitchelton-Scott         | 118 pts                  |                          |
| 8.º                      | Greg Van Avermaet        | CCC Team                 | 101 pts                  |                          |
| 9.º                      | Dylan Groenewegen        | Team Jumbo-Visma         | 96 pts                   |                          |
| 10.º                     | Julian Alaphilippe       | Deceuninck-Quick Step    | 95 pts                   |                          |

### Clasificación de la montaña(Maillot à Pois Rouges)
| Clasificación de la montaña | Clasificación de la montaña | Clasificación de la montaña | Clasificación de la montaña | Clasificación de la montaña |
| Ciclista                    | Ciclista                    | Equipo                      | Puntos                      |                             |
| --------------------------- | --------------------------- | --------------------------- | --------------------------- | --------------------------- |
| 1.º                         | Tim Wellens                 | Lotto-Soudal                | 54 pts                      |                             |
| 2.º                         | Thomas de Gendt             | Lotto-Soudal                | 37 pts                      |                             |
| 3.º                         | Giulio Ciccone              | Trek-Segafredo              | 30 pts                      |                             |
| 4.º                         | Xandro Meurisse             | Wanty-Gobert                | 27 pts                      |                             |
| 5.º                         | Natnael Berhane             | Cofidis, Solutions Crédits  | 20 pts                      |                             |
| 6.º                         | Tiesj Benoot                | Lotto-Soudal                | 16 pts                      |                             |
| 7.º                         | Dylan Teuns                 | Bahrain-Merida              | 13 pts                      |                             |
| 8.º                         | Serge Pauwels               | CCC Team                    | 13 pts                      |                             |
| 9.º                         | Benjamin King               | Dimension Data              | 13 pts                      |                             |
| 10.º                        | Simon Yates                 | Mitchelton-Scott            | 10 pts                      |                             |

### Clasificación del mejor joven(Maillot Blanc)
| Clasificación del mejor joven | Clasificación del mejor joven | Clasificación del mejor joven | Clasificación del mejor joven | Clasificación del mejor joven |
| Ciclista                      | Ciclista                      | Equipo                        | Tiempo                        |                               |
| ----------------------------- | ----------------------------- | ----------------------------- | ----------------------------- | ----------------------------- |
| 1.º                           | Enric Mas                     | Deceuninck-Quick Step         | 53 h 03 min 53 s              |                               |
| 2.º                           | Egan Bernal                   | Team Ineos                    | + 8 s                         |                               |
| 3.º                           | David Gaudu                   | Groupama-FDJ                  | + 5 min 50 s                  |                               |
| 4.º                           | Giulio Ciccone                | Trek-Segafredo                | + 17 min 07 s                 |                               |
| 5.º                           | Gregor Mühlberger             | Bora-Hansgrohe                | + 27 min 41 s                 |                               |
| 6.º                           | Maximilian Schachmann         | Bora-Hansgrohe                | + 29 min 25 s                 |                               |
| 7.º                           | Laurens De Plus               | Team Jumbo-Visma              | + 30 min 53 s                 |                               |
| 8.º                           | Tiesj Benoot                  | Lotto-Soudal                  | + 36 min 00 s                 |                               |
| 9.º                           | Søren Kragh Andersen          | Team Sunweb                   | + 49 min 42 s                 |                               |
| 10.º                          | Gianni Moscon                 | Team Ineos                    | + 50 min 57 s                 |                               |

### Clasificación por equipos(Classement par Équipe)
| Clasificación por equipos | Clasificación por equipos | Clasificación por equipos | Clasificación por equipos |
| Equipo                    | Equipo                    | Tiempo                    |                           |
| ------------------------- | ------------------------- | ------------------------- | ------------------------- |
| 1.º                       | Trek-Segafredo            | 159 h 16 min 27 s         |                           |
| 2.º                       | Movistar Team             | + 10 min 12 s             |                           |
| 3.º                       | AG2R La Mondiale          | + 13 min 56 s             |                           |
| 4.º                       | Bora-hansgrohe            | + 14 min 32 s             |                           |
| 5.º                       | Mitchelton-Scott          | + 18 min 58 s             |                           |
| 6.º                       | UAE Team Emirates         | + 33 min 49 s             |                           |
| 7.º                       | Groupama-FDJ              | + 34 min 50 s             |                           |
| 8.º                       | EF Education First        | + 35 min 25 s             |                           |
| 9.º                       | Team Jumbo-Visma          | + 39 min 34 s             |                           |
| 10.º                      | Ineos                     | + 41 min 39 s             |                           |

## Abandonos
- Wout van Aert, tras una caída a poco más de un kilómetro para llegar a la meta, no finalizó la etapa.[2]